# Andriej Zacharow
Andriej Siemionowicz Zacharow (ros. Андрей Семёнович Захаров, ur. 1 listopada 1896 we wsi Burakowo w guberni kazańskiej, zm. 25 lipca 1958 w Zielenogradsku) – radziecki polityk, minister przemysłu rybnego wschodnich rejonów ZSRR (1946-1948).
Miał wykształcenie niepełne wyższe, od 1918 w Armii Czerwonej, szeregowiec i potem politruk 1 Moskiewskiej Baterii Ciężkiej Specjalnego Przeznaczenia 27 Dywizji, w grudniu 1919 wstąpił do RKP(b). 1920 kursant szkoły politycznej Wydziału Politycznego 26 Dywizji w Irkucku, 1921 pomocnik komisarza 226 pułku piotrogrodzkiego 26 Dywizji, 1922 politruk 1 batalionu pogranicznego Okręgu Zabajkalskiego, 1922-1924 instruktor powiatowego komitetu wykonawczego w Nikolsku Ussuryjskim (obecnie Ussuryjsk). 1924-1926 przewodniczący wiejskiego komitetu wykonawczego, 1926-1927 przewodniczący rejonowego komitetu wykonawczego, 1927 zastępca dyrektora kolonii robotniczych w Nikolsku Ussuryjskim, 1927-1929 członek zarządu okręgowego związku kołchozów we Władywostoku, do 1935 ukończył 3 kursy Moskiewskiego Instytutu Rybnego. 1935-1936 propagandzista przy organizacji partyjnej KC WKP(b) Kombinatu Rybnego im. Mikojana w Astrachaniu, 1936-1937 dyrektor zakładu tego kombinatu, a 1937-1938 dyrektor całego kombinatu. Od 1938 szef Zarządu Ministerstwa Przemysłu Rybnego ZSRR, a od 8 maja 1946 do 28 grudnia 1948 minister przemysłu rybnego wschodnich rejonów ZSRR. 1948-1949 zastępca ministra przemysłu rybnego ZSRR, 1949-1953 szef Królewieckiego Zarządu Ochrony Ryb i Rybołówstwa. Odznaczony Orderem Lenina i Orderem Czerwonego Sztandaru Pracy.